# Список птахів Аргентини

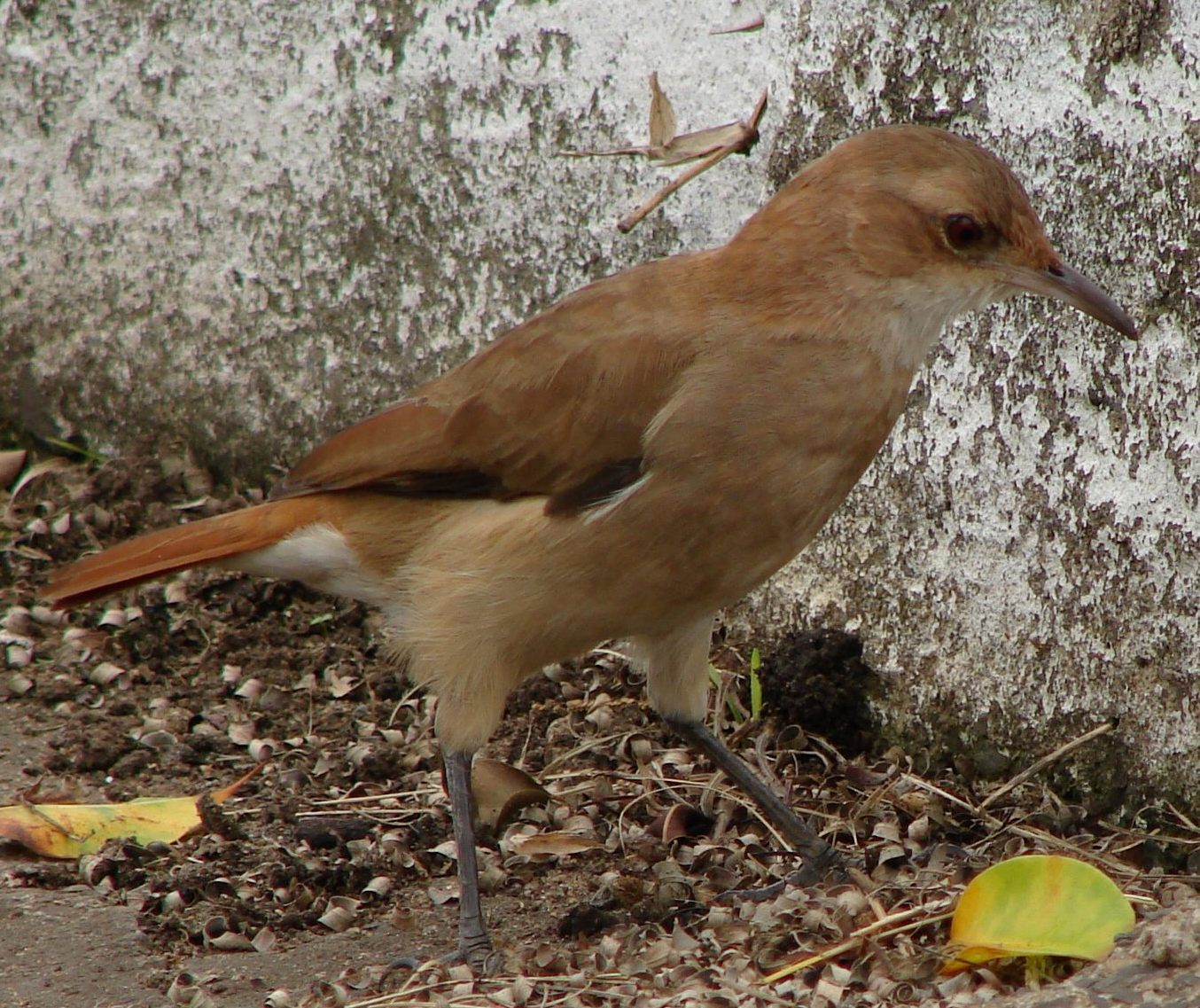
Горнеро рудий — національний птах Аргентини.

Це перелік видів птахів, зафіксованих в Аргентині. Орнітофауна Аргентини налічує 1019 видів, з них 18 ендемічних, дев'ять були інтродуковані людьми, 51 — рідкісні або бродячі, а шість — вимерлі. Ще 56 видів є гіпотетичними (тобто їхні спостереження непідтверджені).
За винятком випадків, коли запис цитується інакше, список видів складається з Комітету класифікації Південної Америки (SACC) Американського орнітологічного товариства. Таксономічне трактування списку (позначення та послідовність наказів, родин та видів) та номенклатура (загальні та наукові назви) також належать до SACC.

## Позначки
Наступні теги були використані для виділення декількох категорій.
- (V) Бродяжний — вид, який рідко або випадково трапляється в Аргентині
- (Е) Ендемічний — вид, що є ендеміком Аргентини
- (I) Інтродукований — вид, завезений в Аргентину як наслідок, прямих чи непрямих дій людини
- (H) Гіпотетичний — вид, чиє перебування на території Аргентини зафіксоване, але не підтверджене

## Нанду
Родина Нандуві (Rheidae)
- Нанду великий, Rhea americana
- Нанду малий, Rhea pennata

## Тинаму
Родина Тинамові (Tinamidae)
- Тинаму-самітник, Tinamus solitarius
- Татаупа каштановий, Crypturellus obsoletus
- Татаупа блідий, Crypturellus undulatus
- Татаупа червонодзьобий, Crypturellus parvirostris
- Татаупа сіроголовий, Crypturellus tataupa
- Інамбу рудошиїй, Rhynchotus rufescens
- Rhynchotus maculicollis
- Інамбу рудогрудий, Nothoprocta ornata
- Інамбу чагарниковий, Nothoprocta cinerascens
- Інамбу андійський, Nothoprocta pentlandii
- Нотура Дарвіна, Nothura darwinii
- Нотура строкатий, Nothura maculosa
- Інамбу карликовий, Taoniscus nanus
- Інамбу чубатий, Eudromia elegans
- Інамбу ошатний, Eudromia formosa
- Інамбу червоногузий, Tinamotis pentlandii
- Інамбу патагонський, Tinamotis ingoufi

## Гусеподібні
Родина Паламедеєві (Anhimidae)
- Чайя аргентинська, Chauna torquata

Родина Качкові (Anatidae)
- Свистач рудий, Dendrocygna bicolor
- Свистач білоголовий, Dendrocygna viduata
- Свистач червонодзьобий, Dendrocygna autumnalis
- Гуска сіра, Anser anser (I)
- Лебідь чорношиїй, Cygnus melancoryphus
- Коскороба, Coscoroba coscoroba
- Каргарка гриваста, Neochen jubata
- Каргарка андійська, Chloephaga melanoptera
- Каргарка магеланська, Chloephaga picta
- Каргарка патагонська, Chloephaga hybrida
- Каргарка сіроголова, Chloephaga poliocephala
- Каргарка рудоголова, Chloephaga rubidiceps
- Качка мускусна, Cairina moschata
- Качка американська, Sarkidiornis sylvicola
- Чирянка болівійська, Callonetta leucophrys
- Чирянка бразильська, Amazonetta brasiliensis
- Качка андійська, Merganetta armata
- Качка-пароплав патагонська, Tachyeres patachonicus
- Качка-пароплав магеланська, Tachyeres pteneres
- Качка-пароплав світлоголова, Tachyeres leucocephalus (E)
- Крижень андійський, Lophonetta specularioides
- Крижень білошиїй, Speculanas specularis (H)
- Чирянка пунайська, Spatula puna
- Чирянка чорноголова, Spatula versicolor
- Широконіска аргентинська, Spatula platalea
- Широконіска, Spatula clypeata (V)
- Чирянка блакитнокрила, Spatula discors (V)
- Чирянка руда, Spatula cyanoptera
- Свищ чилійський, Mareca sibilatrix
- Шилохвіст білощокий, Anas bahamensis
- Шилохвіст жовтодзьобий, Anas georgica
- Чирянка жовтодзьоба, Anas flavirostris
- Чернь червоноока, Netta erythrophthalma (H)
- Чернь аргентинська, Netta peposaca
- Крех бразильський, Mergus octosetaceus (локально вимер)
- Качка чорноголова, Heteronetta atricapilla
- Савка маскова, Nomonyx dominicus
- Савка американська, Oxyura jamaicensis
- Савка аргентинська, Oxyura vittata

## Куроподібні
Родина Краксові (Cracidae)
- Пенелопа рудобока, Penelope superciliaris
- Пенелопа еквадорська, Penelope dabbenei
- Пенелопа парагвайська, Penelope obscura
- Абурі-крикун чорнолобий, Pipile jacutinga
- Чачалака бура, Ortalis canicollis
- Кракс жовтодзьобий, Crax fasciolata

Родина Токрові (Odontophoridae)
- Перепелиця каліфорнійська, Callipepla californica (I)
- Токро бразильський, Odontophorus capueira

Родина Фазанові (Phasianidae)
- Лофур сріблястий, Lophura nycthemera (I)

## Фламінго
Родина Фламінгові (Phoenicopteridae)
- Фламінго чилійський, Phoenicopterus chilensis
- Фламінго андійський, Phoenicoparrus andinus
- Фламінго жовтодзьобий, Phoenicoparrus jamesi

## Пірникозоподібні
Родина Пірникозові (Podicipedidae)
- Пірникоза Роланда, Rollandia rolland
- Пірникоза домініканська, Tachybaptus dominicus
- Пірникоза рябодзьоба, Podilymbus podiceps
- Пірникоза-голіаф, Podiceps major
- Пірникоза срібляста, Podiceps occipitalis
- Пірникоза аргентинська, Podiceps gallardoi (E)

## Голубоподібні
Родина Голубові (Columbidae)
- Голуб сизий, Columba livia (I)
- Голуб строкатий, Patagioenas speciosa (V)
- Голуб аргентинський, Patagioenas picazuro
- Голуб парагвайський, Patagioenas maculosa
- Голуб каліфорнійський, Patagioenas fasciata
- Голуб чилійський, Patagioenas araucana
- Голуб рожевошиїй, Patagioenas cayennensis
- Голуб сірошиїй, Patagioenas plumbea (V)
- Голубок бурий, Geotrygon montana
- Голубок фіолетовий, Geotrygon violacea
- Горличка білолоба, Leptotila verreauxi
- Горличка сіроголова, Leptotila rufaxilla
- Горличка велика, Leptotila megalura
- Голубок білогорлий, Zentrygon frenata
- Zenaida meloda(інші мови)
- Zenaida auriculata(інші мови)
- Талпакоті сірий, Claravis pretiosa
- Paraclaravis geoffroyi(інші мови)
- Горличка перуанська, Metriopelia ceciliae
- Горличка аргентинська, Metriopelia morenoi (E)
- Горличка болівійська, Metriopelia melanoptera
- Горличка аймарська, Metriopelia aymara
- Талпакоті малий, Columbina minuta (V)
- Талпакоті коричневий, Columbina talpacoti
- Горличка-інка бразильська, Columbina squammata
- Пікуї, Columbina picui

## Зозулеподібні
Родина Зозулеві (Cuculidae)
- Гуїра, Guira guira
- Ані великий, Crotophaga major
- Ані товстодзьобий, Crotophaga ani
- Ані малий, Crotophaga sulcirostris (V)
- Тахете, Tapera naevia
- Таязура-клинохвіст велика, Dromococcyx phasianellus
- Таязура-клинохвіст мала, Dromococcyx pavoninus
- Кукліло попелястоволий, Coccycua cinerea
- Піая велика, Piaya cayana
- Кукліло бурий, Coccyzus melacoryphus
- Кукліло північний, Coccyzus americanus
- Кукліло білочеревий, Coccyzus euleri
- Кукліло чорнодзьобий, Coccyzus erythropthalmus (V)

## Дрімлюгоподібні
Родина Потуєві (Nyctibiidae)
- Поту довгохвостий, Nyctibius aethereus
- Поту малий, Nyctibius griseus

Родина Дрімлюгові (Caprimulgidae)
- Накунда, Chordeiles nacunda
- Анаперо карликовий, Chordeiles pusillus
- Анаперо малий, Chordeiles acutipennis (H)
- Анаперо віргінський, Chordeiles minor
- Анаперо-довгокрил бурий, Lurocalis semitorquatus
- Дрімлюга довгодзьобий, Systellura longirostris
- Пораке рудощокий, Nyctidromus albicollis
- Дрімлюга-короткохвіст, Eleothreptus anomalus
- Дрімлюга-лірохвіст рудошиїй, Uropsalis lyra
- Дрімлюга малий, Setopagis parvulus
- Дрімлюга світлобровий, Hydropsalis maculicaudus
- Дрімлюга-вилохвіст бразильський, Hydropsalis torquata
- Дрімлюга-лірохвіст бразильський, Macropsalis forcipata
- Леляк бразильський, Nyctiphrynus ocellatus
- Дрімлюга парагвайський, Antrostomus sericocaudatus
- Дрімлюга рудий, Antrostomus rufus

Родина Серпокрильцеві (Apodidae)
- Свіфт аргентинський, Cypseloides rothschildi
- Свіфт парагвайський, Cypseloides fumigatus
- Свіфт світлоголовий, Cypseloides senex
- Свіфт болівійський, Streptoprocne zonaris
- Свіфт бразильський, Streptoprocne biscutata
- Голкохвіст сірогузий, Chaetura cinereiventris
- Голкохвіст східний, Chaetura pelagica (H)
- Голкохвіст південний, Chaetura meridionalis
- Серпокрилець гірський, Aeronautes montivagus
- Серпокрилець андійський, Aeronautes andecolus
- Серпокрилець-крихітка неотропічний, Tachornis squamata (V)

## Колібрі
Родина Колібрієві (Trochilidae)
- Колібрі-якобін синьоголовий, Florisuga mellivora (V)
- Колібрі-якобін чорний, Florisuga fusca
- Ерміт парагвайський, Phaethornis pretrei
- Ерміт багійський, Phaethornis eurynome
- Колібрі синьочеревий, Colibri coruscans
- Колібрі зеленочеревий, Colibri serrirostris
- Колібрі-зеленохвіст золотистий, Polytmus guainumbi
- Колібрі-рубін, Chrysolampis mosquitus (V)
- Колібрі-манго чорногорлий, Anthracothorax nigricollis
- Колібрі вогнеголовий, Sephanoides sephaniodes
- Колібрі-кокетка рудохвостий, Lophornis chalybeus (H)
- Колібрі плямистоволий, Adelomyia melanogenys
- Сафо, Sappho sparganurus
- Колібрі-плямохвіст андійський, Oreotrochilus estella
- Колібрі-плямохвіст білобокий, Oreotrochilus leucopleurus
- Колібрі-плямохвіст болівійський, Oreotrochilus adela
- Еріон болівійський, Eriocnemis glaucopoides
- Колібрі велетенський, Patagona gigas
- Колібрі-ангел синьоголовий, Heliomaster longirostris (H)
- Колібрі-ангел фіолетововусий, Heliomaster squamosus (V)
- Колібрі-ангел синьогрудий, Heliomaster furcifer
- Колібрі тонкохвостий, Microstilbon burmeisteri
- Колібрі-аметист білочеревий, Calliphlox amethystina
- Колібрі-смарагд золоточеревий, Chlorostilbon lucidus
- Колібрі пурпуровочубий, Stephanoxis loddigesii
- Колібрі-лісовичок буроголовий, Thalurania furcata
- Колібрі-лісовичок синьоголовий, Thalurania glaucopis
- Колібрі цяткований, Taphrospilus hypostictus (H)
- Колібрі-шаблекрил вилохвостий, Eupetomena macroura
- Агиртрія бразильська, Chrysuronia versicolor
- Колібрі білогорлий, Leucochloris albicollis
- Аріан сапфіровогорлий, Chionomesa lactea (V)
- Колібрі-сапфір кактусовий, Hylocharis sapphirina (H)
- Колібрі-сапфір золотистий, Hylocharis chrysura
- Колібрі білочеревий, Elliotomyia chionogaster
- Колібрі-сапфір білобородий, Chlorestes cyanus (V)

## Журавлеподібні
Родина Арамові (Aramidae)
- Арама , Aramus guarauna

Родина Пастушкові (Rallidae)
- Пастушок патагонський, Rallus antarcticus
- Султанка американська, Porphyrio martinica
- Султанка жовтодзьоба, Porphyrio flavirostris
- Погонич жовтоволий, Laterallus flaviventer
- Погонич уругвайський, Laterallus spiloptera
- Погонич оливковий, Laterallus melanophaius
- Погонич амазонійський, Laterallus exilis
- Погонич біловолий, Laterallus leucopyrrhus
- Погонич-пігмей чорний, Coturnicops notatus
- Пастушок венесуельський, Micropygia schomburgkii
- Погонич попелястий, Mustelirallus albicollis
- Пастушок золотодзьобий, Mustelirallus erythrops
- Пастушок строкатий, Pardirallus maculatus
- Пастушок світлогорлий, Pardirallus nigricans
- Пастушок аргентинський, Pardirallus sanguinolentus
- Пастушок гігантський, Aramides ypecaha
- Пастушок сірошиїй, Aramides cajaneus
- Пастушок парагвайський, Aramides saracura
- Курочка плямистобока, Porphyriops melanops
- Курочка латиноамериканська, Gallinula galeata
- Лиска червонолоба, Fulica rufifrons
- Лиска рогата, Fulica cornuta
- Fulica gigantea
- Лиска жовтодзьоба, Fulica armillata
- Fulica ardesiaca
- Fulica leucoptera

Родина Лапчастоногові (Heliornithidae)
- Лапчастоніг неотропічний, Heliornis fulica

## Сивкоподібні
Родина Сивкові (Charadriidae)
- Сивка американська, Pluvialis dominica
- Сивка морська, Pluvialis squatarola
- Хрустан тонкодзьобий, Oreopholus ruficollis
- Чайка каєнська, Vanellus cayanus (V)
- Чайка чилійська, Vanellus chilensis
- Чайка андійська, Vanellus resplendens
- Пісочник сірощокий, Charadrius modestus
- Пісочник канадський, Charadrius semipalmatus
- Пісочник монгольський, Charadrius mongolus (V)
- Пісочник довгодзьобий, Charadrius wilsonia (H)
- Пісочник пампасовий, Charadrius collaris
- Пісочник степовий, Charadrius alticola
- Пісочник фолклендський, Charadrius falklandicus
- Пісочник андійський, Phegornis mitchellii

Родина Кулики-сороки (Haematopodidae)
- Кулик-сорока американський, Haematopus palliatus
- Кулик-сорока південний, Haematopus ater
- Кулик-сорока магеланський, Haematopus leucopodus

Родина Чоботарові (Recurvirostridae)
- Himantopus mexicanus
- Чоботар гірський, Recurvirostra andina

Родина Сніжницеві (Chionididae)
- Сніжниця жовтодзьоба, Chionis alba

Родина Послотюхові (Pluvianellidae)
- Послотюх, Pluvianellus socialis

Родина Баранцеві (Scolopacidae)
- Бартрамія, Bartramia longicauda
- Кульон ескімоський, Numenius borealis (ймовірно вимер)
- Кульон середній, Numenius phaeopus
- Кульон великий, Numenius arquatus (V)
- Грицик канадський, Limosa haemastica
- Грицик чорнохвостий, Limosa fedoa (H)
- Крем'яшник звичайний, Arenaria interpres
- Побережник ісландський, Calidris canutus
- Побережник американський, Calidris virgata
- Побережник довгоногий, Calidris himantopus
- Побережник червоногрудий, Calidris ferruginea (V)
- Побережник білий, Calidris alba
- Побережник чорногрудий, Calidris alpina (H)
- Побережник канадський, Calidris bairdii
- Побережник-крихітка, Calidris minutilla (V)
- Побережник білогрудий, Calidris fuscicollis
- Жовтоволик, Calidris subruficollis
- Побережник арктичний, Calidris melanotos
- Побережник довгопалий, Calidris pusilla (V)
- Неголь короткодзьобий, Limnodromus griseus (V)
- Неголь довгодзьобий, Limnodromus scolopaceus (H)
- Баранець південний, Gallinago magellanica
- Баранець фуезький, Gallinago stricklandii
- Баранець-велетень, Gallinago undulata
- Баранець неотропічний, Gallinago paraguaiae
- Баранець пунанський, Gallinago andina
- Плавунець довгодзьобий, Phalaropus tricolor
- Плавунець круглодзьобий, Phalaropus lobatus (H)
- Плавунець плоскодзьобий, Phalaropus fulicarius
- Мородунка, Xenus cinereus (V)
- Actitis macularia
- Коловодник малий, Tringa solitaria
- Коловодник великий, Tringa nebularia (H)
- Коловодник строкатий, Tringa melanoleuca
- Коловодник американський, Tringa semipalmata
- Коловодник жовтоногий, Tringa flavipes

Родина Тинокорові (Thinocoridae)
- Атагіс рудочеревий, Attagis gayi
- Атагіс білочеревий, Attagis malouinus
- Тинокор великий, Thinocorus orbignyianus
- Тинокор чилійський, Thinocorus rumicivorus

Родина Яканові (Jacanidae)
- Якана червонолоба, Jacana jacana

Родина Мальованцеві (Rostratulidae)
- Мальованець аргентинський, Rostratula semicollaris

Родина Поморникові (Stercorariidae)
- Поморник чилійський, Stercorarius chilensis
- Поморник антарктичний, Stercorarius maccormicki
- Поморник фолклендський, Stercorarius antarcticus
- Поморник середній, Stercorarius pomarinus
- Поморник короткохвостий, Stercorarius parasiticus
- Поморник довгохвостий, Stercorarius longicaudus

Родина Водорізові (Rynchopidae)
- Водоріз американський, Rynchops niger

Родина Мартинові (Laridae)
- Мартин андійський, Chroicocephalus serranus
- Мартин патагонський, Chroicocephalus maculipennis
- Мартин сіроголовий, Chroicocephalus cirrocephalus
- Мартин магеланський, Leucophaeus scoresbii
- Мартин сірий, Leucophaeus modestus (V)
- Мартин ставковий, Leucophaeus pipixcan
- Мартин аргентинський, Larus atlanticus
- Мартин домініканський, Larus dominicanus
- Мартин чорнокрилий, Larus fuscus (V)
- Крячок карибський, Sternula antillarum (V)
- Крячок амазонський, Sternula superciliaris
- Крячок великодзьобий, Phaetusa simplex
- Крячок чорнодзьобий, Gelochelidon nilotica
- Крячок чорний, Chlidonias niger (V)
- Крячок білокрилий, Chlidonias leucopterus (V)
- Крячок річковий, Sterna hirundo
- Крячок рожевий, Sterna dougallii (H)
- Крячок полярний, Sterna paradisaea
- Крячок американський, Sterna hirundinacea
- Крячок антарктичний, Sterna vittata (H)
- Крячок неоарктичний, Sterna forsteri (H)
- Крячок білоголовий, Sterna trudeaui
- Крячок рябодзьобий, Thalasseus sandvicensis
- Thalasseus maximus

## Пінгвіни
Родина Пінгвінові (Spheniscidae)
- Пінгвін королівський, Aptenodytes patagonicus
- Пінгвін імператорський, Aptenodytes forsteri (V)
- Пінгвін-шкіпер, Pygoscelis papua
- Пінгвін антарктичний, Pygoscelis antarcticus (V)
- Пінгвін Гумбольдта, Spheniscus humboldti (H)
- Пінгвін магеланський, Spheniscus magellanicus
- Пінгвін прямочубий, Eudyptes sclateri (V)
- Пінгвін золотоволосий, Eudyptes chrysolophus (V)
- Пінгвін чубатий, Eudyptes chrysocome
- Пінгвін великий, Eudyptes robustus (V)

## Буревісникоподібні
Родина Альбатросові (Diomedeidae)
- Альбатрос королівський, Diomedea epomophora
- Альбатрос мандрівний, Diomedea exulans
- Альбатрос бурий, Phoebetria fusca (V)
- Альбатрос довгохвостий, Phoebetria palpebrata
- Альбатрос смугастодзьобий, Thalassarche chlororhynchos
- Альбатрос чорнобровий, Thalassarche melanophris
- Альбатрос сіроголовий, Thalassarche chrysostoma
- Альбатрос Буллера, Thalassarche bulleri (V)
- Альбатрос сірощокий, Thalassarche cauta
- Альбатрос баунтійський, Thalassarche salvini (V)

Родина Океанничні (Oceanitidae)
- Фрегета білочерева, Fregetta grallaria (H)
- Фрегета чорночерева, Fregetta tropica (H)
- Океанник Вільсона, Oceanites oceanicus
- Океанник чилоєський, Oceanites pincoyae
- Океанник сіроспинний, Garrodia nereis
- Океанник білобровий, Pelagodroma marina (V)

Родина Буревісникові (Procellariidae)
- Буревісник гігантський, Macronectes giganteus
- Буревісник велетенський, Macronectes halli
- Буревісник південний, Fulmarus glacialoides
- Пінтадо, Daption capense
- Тайфунник кергеленський, Aphrodroma brevirostris
- Тайфунник м'якоперий, Pterodroma mollis
- Тайфунник атлантичний, Pterodroma incerta (H)
- Тайфунник білоголовий, Pterodroma lessonii (H)
- Тайфунник тринідадський, Pterodroma arminjoniana (H)
- Буревісник блакитний, Halobaena caerulea
- Пріон сніжний, Pachyptila turtur (H)
- Пріон антарктичний, Pachyptila desolata
- Пріон тонкодзьобий, Pachyptila belcheri
- Буревісник сірий, Procellaria cinerea  (V)
- Буревісник білогорлий, Procellaria aequinoctialis
- Буревісник тристанський, Procellaria conspicillata
- Буревісник чорний, Procellaria parkinsoni  (H)
- Буревісник новозеландський, Procellaria westlandica (V)
- Буревісник середземноморський, Calonectris diomedea
- Буревісник кабо-вердійський, Calonectris edwardsii
- Буревісник сивий, Ardenna grisea
- Буревісник великий, Ardenna gravis
- Буревісник рожевоногий, Ardenna creatopus (V)
- Буревісник малий, Puffinus puffinus
- Буревісник-крихітка каприкорновий, Puffinus assimilis
- Пуфінур великий, Pelecanoides urinatrix
- Пуфінур георгійський, Pelecanoides georgicus (H)
- Пуфінур магеланський, Pelecanoides magellani

## Лелекоподібні
Родина Лелекові (Ciconiidae)
- Магуарі, Ciconia maguari
- Ябіру неотропічний, Jabiru mycteria
- Міктерія, Mycteria americana

## Сулоподібні
Родина Фрегатові (Fregatidae)
- Фрегат карибський, Fregata magnificens

Родина Сулові (Sulidae)
- Сула африканська, Morus capensis (H)
- Сула перуанська, Sula variegata (H)
- Сула білочерева, Sula leucogaster (V)

Родина Змієшийкові (Anhingidae)
- Змієшийка американська, Anhinga anhinga

Родина Бакланові (Phalacrocoracidae)
- Баклан червононогий, Phalacrocorax gaimardi
- Баклан бразильський, Phalacrocorax brasilianus
- Баклан магеланський, Phalacrocorax magellanicus
- Баклан перуанський, Leucocarbo bougainvillii
- Баклан імператорський, Phalacrocorax atriceps

## Пеліканоподібні
Родина Пелікан (Pelecanidae)
- Пелікан перуанський, Pelecanus thagus (V)

Родина Чаплеві (Ardeidae)
- Бушля рудошия, Tigrisoma lineatum
- Бушля чорношия, Tigrisoma fasciatum
- Квак широкодзьобий, Cochlearius cochlearius
- Бугай строкатий, Botaurus pinnatus
- Бугайчик американський, Ixobrychus exilis
- Бугайчик аргентинський, Ixobrychus involucris
- Квак, Nycticorax nycticorax
- Butorides virescens (H)
- Чапля мангрова, Butorides striata
- Чапля єгипетська, Bubulcus ibis
- Кокої, Ardea cocoi
- Чепура велика, Ardea alba
- Чапля-свистун, Syrigma sibilatrix
- Чапля неотропічна, Pilherodius pileatus (V)
- Чепура американська, Egretta thula
- Чепура блакитна, Egretta caerulea

Родина Ібісові (Threskiornithidae)
- Ібіс червоний, Eudocimus ruber (H)
- Коровайка американська, Plegadis chihi
- Коровайка тонкодзьоба, Plegadis ridgwayi
- Ібіс каєнський, Mesembrinibis cayennensis
- Ібіс чорний, Phimosus infuscatus
- Ібіс блакитний, Theristicus caerulescens
- Ібіс білокрилий, Theristicus caudatus
- Ібіс сірокрилий, Theristicus melanopis
- Косар рожевий, Platalea ajaja

## Катартоподібні
Родина Катартові (Cathartidae)
- Кондор королівський, Sarcoramphus papa
- Кондор андійський, Vultur gryphus
- Урубу, Coragyps atratus
- Катарта червоноголова, Cathartes aura
- Катарта саванова, Cathartes burrovianus
- Катарта лісова, Cathartes melambrotus (H)

## Яструбоподібні
Родина Скопові (Pandionidae)
- Скопа, Pandion haliaetus

Родина Яструбові (Accipitridae)
- Шуліка білохвостий, Elanus leucurus
- Шуліка-крихітка, Gampsonyx swainsonii
- Chondrohierax uncinatus(інші мови)
- Шуляк каєнський, Leptodon cayanensis
- Elanoides forficatus(інші мови)
- Гарпія гвіанська, Morphnus guianensis
- Гарпія велика, Harpia harpyja
- Spizaetus tyrannus(інші мови)
- Spizaetus melanoleucus(інші мови)
- Spizaetus ornatus(інші мови)
- Spizaetus isidori(інші мови)
- Канюк-рибалка, Busarellus nigricollis
- Шуліка-слимакоїд червоноокий, Rostrhamus sociabilis
- Harpagus diodon(інші мови)
- Ictinia mississippiensis(інші мови)
- Ictinia plumbea(інші мови)
- Circus cinereus(інші мови)
- Circus buffoni(інші мови)
- Accipiter poliogaster
- Accipiter superciliosus
- Яструб неоарктичний, Accipiter striatus
- Яструб неотропічний, Accipiter bicolor
- Geranospiza caerulescens(інші мови)
- Buteogallus meridionalis(інші мови)
- Buteogallus urubitinga(інші мови)
- Buteogallus solitarius(інші мови)
- Buteogallus coronatus(інші мови)
- Канюк великодзьобий, Rupornis magnirostris
- Канюк пустельний, Parabuteo unicinctus
- Parabuteo leucorrhous(інші мови)
- Канюк білохвостий, Geranoaetus albicaudatus
- Geranoaetus polyosoma(інші мови)
- Агуя, Geranoaetus melanoleucus
- Pseudastur polionotus(інші мови)
- Buteo nitidus(інші мови)
- Канюк ширококрилий, Buteo platypterus
- Buteo albigula(інші мови)
- Buteo brachyurus(інші мови)
- Канюк прерієвий, Buteo swainsoni
- Buteo albonotatus(інші мови)
- Buteo ventralis(інші мови)

## Совоподібні
Родина Сипухові (Tytonidae)
- Сипуха, Tyto alba

Родина Совові (Strigidae)
- Сплюшка неотропічна, Megascops choliba
- Сплюшка аргентинська, Megascops hoyi
- Сплюшка санта-катаринська, Megascops sanctaecatarinae
- Сплюшка темноголова, Megascops atricapilla
- Сова вохристочерева, Pulsatrix perspicillata
- Сова вохристоброва, Pulsatrix koeniswaldiana
- Пугач віргінський, Bubo virginianus
- Сова бразильська, Strix hylophila
- Сова болівійська, Strix chacoensis
- Сова патагонська, Strix rufipes
- Сова-лісовик бура, Ciccaba virgata
- Сова-лісовик смугаста, Ciccaba huhula
- Сичик-горобець болівійський, Glaucidium bolivianum
- Сичик-горобець рудий, Glaucidium brasilianum
- Сичик-горобець магеланський, Glaucidium nana
- Сич американський, Athene cunicularia
- Сич вохристолобий, Aegolius harrisii
- Сова-крикун, Asio clamator
- Сова темна, Asio stygius
- Сова болотяна, Asio flammeus

## Трогоноподібні
Родина Трогонові (Trogonidae)
- Курукуї, Trogon curucui
- Сурукура, Trogon surrucura
- Трогон жовтогрудий, Trogon rufus

## Сиворакшоподібні
Родина Момотові (Momotidae)
- Момот рудоголовий, Baryphthengus ruficapillus
- Момот чорнощокий, Momotus momota

Родина Рибалочкові (Alcedinidae)
- Рибалочка-чубань неотропічний, Megaceryle torquata
- Рибалочка амазонійський, Chloroceryle amazona
- Рибалочка карликовий, Chloroceryle aenea
- Рибалочка зелений, Chloroceryle americana
- Рибалочка рудогрудий, Chloroceryle inda (H)

## Дятлоподібні
Родина Якамарові (Galbulidae)
- Якамара рудохвоста, Galbula ruficauda (H)

Родина Лінивкові (Bucconidae)
- Лінивка-строкатка вохристочерева, Notharchus swainsoni
- Лінивка-смугохвіст чорнощока, Nystalus chacuru
- Лінивка-смугохвіст плямистобока, Nystalus maculatus
- Лінивка-коротун сіроголова, Nonnula rubecula

Родина Туканові (Ramphastidae)
- Тукан великий, Ramphastos toco
- Тукан строкатий, Ramphastos dicolorus
- Тукан смугастодзьобий, Selenidera maculirostris
- Андигена золотогуза, Pteroglossus bailloni
- Аракарі каштановошиїй, Pteroglossus castanotis

Родина Дятлові (Picidae)
- Добаш зебровий, Picumnus cirratus
- Добаш плямистобокий, Picumnus dorbignyanus
- Добаш парагвайський, Picumnus temminckii
- Добаш бразильський, Picumnus nebulosus
- Melanerpes candidus
- Melanerpes flavifrons(інші мови)
- Melanerpes cactorum(інші мови)
- Dryobates fumigatus(інші мови)
- Дзьоган смугастокрилий, Veniliornis spilogaster
- Дятел смугастохвостий, Veniliornis mixtus
- Дятел чилійський, Veniliornis lignarius
- Дзьоган малий, Veniliornis passerinus
- Дзьоган болівійський, Veniliornis frontalis
- Campephilus robustus(інші мови)
- Campephilus melanoleucos(інші мови)
- Campephilus leucopogon(інші мови)
- Campephilus magellanicus(інші мови)
- Dryocopus lineatus(інші мови)
- Dryocopus schulzi(інші мови)
- Celeus galeatus(інші мови)
- Celeus lugubris(інші мови)
- Celeus flavescens(інші мови)
- Дятел-смугань жовтовусий, Piculus chrysochloros
- Дятел-смугань жовтобровий, Piculus aurulentus
- Colaptes rubiginosus(інші мови)
- Colaptes melanochloros(інші мови)
- Colaptes pitius(інші мови)
- Colaptes rupicola(інші мови)
- Colaptes campestris

## Каріамоподібні
Родина Каріамові (Cariamidae)
- Каріама червононога, Cariama cristata
- Каріама чорнонога, Chunga burmeisteri

## Соколоподібні
Родина Соколові (Falconidae)
- Макагуа, Herpetotheres cachinnans
- Рарія бразильська, Micrastur ruficollis
- Рарія білошия, Micrastur semitorquatus
- Сокіл плямистокрилий, Spiziapteryx circumcincta
- Каракара аргентинська, Caracara plancus
- Каракара андійська, Phalcoboenus megalopterus
- Каракара патагонська, Phalcoboenus albogularis
- Каракара фолклендська, Phalcoboenus australis
- Хімахіма, Milvago chimachima
- Хіманго, Milvago chimango
- Боривітер американський, Falco sparverius
- Підсоколик смугастогрудий, Falco rufigularis
- Підсоколик рудогрудий, Falco deiroleucus
- Сокіл мексиканський, Falco femoralis
- Сапсан, Falco peregrinus

## Папугоподібні
Родина Папугові (Psittacidae)
- Папуга буроголовий, Psilopsiagon aymara
- Папуга гірський, Psilopsiagon aurifrons
- Катіта андійський, Bolborhynchus orbygnesius
- Калита сіроволий, Myiopsitta monachus
- Хірірі, Brotogeris chiriri
- Каїка червонолобий, Pionopsitta pileata
- Папуга синьочеревий, Triclaria malachitacea (H)
- Папуга-червоногуз зеленощокий, Pionus maximiliani
- Амазон пурпуровий, Amazona vinacea
- Амазон тукуманський, Amazona tucumana
- Амазон червоноплечий, Amazona pretrei (H)
- Амазон синьолобий, Amazona aestiva
- Амазон андійський, Amazona mercenarius (V)
- Папуга-горобець синьокрилий, Forpus xanthopterygius
- Котора болівійський, Pyrrhura devillei (H)
- Котора рудочеревий, Pyrrhura frontalis
- Котора зеленощокий, Pyrrhura molinae
- Папуга-червонохвіст короткодзьобий, Enicognathus ferrugineus
- Папуга-червонохвіст довгодзьобий, Enicognathus leptorhynchus (V)
- Папуга патагонський, Cyanoliseus patagonus
- Anodorhynchus glaucus (ймовірно вимер)
- Аратинга бразильський, Eupsittula aurea
- Нандая, Aratinga nenday
- Маракана червоночеревий, Primolius maracana (локально вимер)
- Маракана жовтошиїй, Primolius auricollis
- Араурана, Ara ararauna (H)
- Ара зелений, Ara militaris
- Ara chloropterus (extirpated)
- Аратинга синьолобий, Thectocercus acuticaudatus
- Аратинга червонощокий, Psittacara mitratus
- Аратинга венесуельський, Psittacara leucophthalmus

## Горобцеподібні
Родина Сорокушові (Thamnophilidae)
- Кущівник плямистий, Hypoedaleus guttatus
- Батара, Batara cinerea
- Кущівник довгохвостий, Mackenziaena leachii
- Кущівник червоноокий, Mackenziaena severa
- Тараба, Taraba major
- Сорокуш білобородий, Biatas nigropectus
- Сорокуш смугастий, Thamnophilus doliatus
- Сорокуш рудоголовий, Thamnophilus ruficapillus
- Сорокуш сірий, Thamnophilus caerulescens
- Батарито лісовий, Dysithamnus mentalis
- Кадук світлобровий, Myrmorchilus strigilatus
- Каатинга чорноголова, Herpsilochmus atricapillus
- Каатинга рудокрила, Herpsilochmus rufimarginatus
- Тілугі бамбуковий, Drymophila rubricollis
- Тілугі сірохвостий, Drymophila malura
- Мурахолюб строкатоголовий, Terenura maculata
- Вогнеок східний, Pyriglena leucoptera

Родина Melanopareiidae
- Тапакуло північний, Melanopareia torquata (H)
- Тапакуло південний, Melanopareia maximiliani

Родина Гусеницеїдові (Conopophagidae)
- Гусеницеїд рудий, Conopophaga lineata

Родина Grallariidae
- Мурашниця королівська, Grallaria varia
- Мурашниця білогорла, Grallaria albigula
- Мурашниця аргентинська, Cryptopezus nattereri

Родина Галітові (Rhinocryptidae)
- Тапакуло бамбуковий, Psilorhamphus guttatus
- Галіто чубатий, Rhinocrypta lanceolata
- Галіто бурий, Teledromas fuscus (E)
- Турко каштановий, Pteroptochos castaneus
- Турко чорногорлий, Pteroptochos tarnii
- Тапакуло рудогорлий, Scelorchilus rubecula
- Тапакуло вохристоволий, Eugralla paradoxa
- Scytalopus pachecoi
- Тапакуло андійський, Scytalopus magellanicus
- Тапакуло таріянський, Scytalopus zimmeri
- Тапакуло білобровий, Scytalopus superciliaris (E)

Родина Мурахоловові (Formicariidae)
- Товака бурогуза, Chamaeza campanisona
- Товака рудохвоста, Chamaeza ruficauda

Родина Горнерові (Furnariidae)
- Листовик бразильський, Sclerurus scansor
- Землекоп тонкодзьобий, Geositta tenuirostris
- Землекоп світлочеревий, Geositta cunicularia
- Землекоп андійський, Geositta punensis
- Землекоп рудохвостий, Geositta rufipennis
- Землекоп короткодзьобий, Geositta antarctica
- Землекоп блідий, Geositta isabellina
- Дереволаз оливковий, Sittasomus griseicapillus
- Грімпар бурий, Dendrocincla turdina
- Дереволаз строкатощокий, Dendrocolaptes picumnus
- Дереволаз плоскодзьобий, Dendrocolaptes platyrostris
- Дереволаз-міцнодзьоб бурий, Xiphocolaptes albicollis
- Дереволаз-міцнодзьоб великий, Xiphocolaptes major
- Кокоа малий, Xiphorhynchus fuscus
- Дереволаз-серподзьоб середній, Campylorhamphus trochilirostris
- Дереволаз-серподзьоб темнолобий, Campylorhamphus falcularius
- Дереволаз-шабледзьоб, Drymornis bridgesii
- Дереволаз вузькодзьобий, Lepidocolaptes angustirostris
- Дереволаз південний, Lepidocolaptes falcinellus
- Піколезна мала, Xenops minutus
- Піколезна руда, Xenops rutilans
- Pygarrhichas albogularis(інші мови)
- Землелаз скельний, Ochetorhynchus andaecola
- Землелаз рудохвостий, Ochetorhynchus ruficaudus
- Анумбі темнохвостий, Ochetorhynchus phoenicurus
- Землелаз болівійський, Tarphonomus harterti
- Землелаз аргентинський, Tarphonomus certhioides
- Горнеро рудий, Furnarius rufus
- Горнеро чубатий, Furnarius cristatus
- Потічник, Lochmias nematura
- Ротакоа, Phleocryptes melanops
- Очеретник криводзьобий, Limnornis curvirostris
- Землелаз патагонський, Upucerthia saturatior
- Землелаз довгодзьобий, Upucerthia dumetaria
- Землелаз світлочеревий, Upucerthia validirostris
- Трясохвіст смугастокрилий, Cinclodes fuscus
- Трясохвіст острівний, Cinclodes antarcticus
- Трясохвіст рудокрилий, Cinclodes comechingonus (E)
- Трясохвіст скельний, Cinclodes olrogi (E)
- Трясохвіст гірський, Cinclodes albiventris
- Трясохвіст сіробокий, Cinclodes oustaleti
- Трясохвіст білокрилий, Cinclodes atacamensis
- Трясохвіст темночеревий, Cinclodes patagonicus
- Heliobletus contaminatus(інші мови)
- Філідор чорноголовий, Philydor atricapillus
- Тікотіко білобровий, Anabacerthia amaurotis
- Філідор вохристий, Anabacerthia lichtensteini
- Філідор білогорлий, Syndactyla rufosuperciliata
- Філідор золотолобий, Dendroma rufa
- М'якохвіст бамбуковий, Clibanornis dendrocolaptoides
- Філідор-лісовик білоокий, Automolus leucophthalmus
- Щетинкохвіст перлистий, Margarornis squamiger (H)
- Раядито малий, Aphrastura spinicauda
- Тієрал, Sylviorthorhynchus desmursii
- Сікора руда, Sylviorthorhynchus yanacensis
- Сікора бура, Leptasthenura fuliginiceps
- Сікора чубата, Leptasthenura platensis
- Сікора вохристочерева, Leptasthenura aegithaloides
- Сікора араукарієва, Leptasthenura setaria
- М'якохвіст рудолобий, Phacellodomus rufifrons
- М'якохвіст світлочеревий, Phacellodomus striaticeps
- М'якохвіст малий, Phacellodomus sibilatrix
- М'якохвіст перлистоволий, Phacellodomus maculipectus
- М'якохвіст вохристоволий, Phacellodomus striaticollis
- М'якохвіст великий, Phacellodomus ruber
- Phacellodomus ferrugineigula (H)
- Анумбі смугастоголовий, Anumbius annumbi
- Анумбі чубатий, Coryphistera alaudina
- Канастеро білочеревий, Asthenes dorbignyi
- Канастеро короткодзьобий, Asthenes baeri
- Канастеро блідий, Asthenes hudsoni
- Канастеро південний, Asthenes anthoides
- Канастеро смугастохвостий, Asthenes maculicauda
- Канастеро рудокрилий, Asthenes sclateri
- Канастеро андійський, Asthenes modesta
- Канастеро малий, Asthenes pyrrholeuca
- Канастеро болівійський, Asthenes heterura
- Очеретник прямодзьобий, Limnoctites rectirostris
- Курутія жовтогорла, Limnoctites sulphuriferus
- Курутія білоброва, Cranioleuca pyrrhophia
- Курутія парагвайська, Cranioleuca obsoleta
- Канастеро патагонський, Pseudasthenes patagonica (E)
- Канастеро каштановий, Pseudasthenes steinbachi (E)
- Spartonoica maluroides(інші мови)
- Качолота чорночуба, Pseudoseisura lophotes
- Качолота білогорла, Pseudoseisura gutturalis (E)
- Мочарник жовтогорлий, Certhiaxis cinnamomeus
- Периліо, Schoeniophylax phryganophilus
- Пію вохристощокий, Synallaxis scutata
- Пію сірочеревий, Synallaxis cinerascens
- Пію рудоголовий, Synallaxis ruficapilla
- Пію аргентинський, Synallaxis spixi
- Пію блідий, Synallaxis albescens
- Пію гайовий, Synallaxis frontalis
- Пію андійський, Synallaxis azarae

Родина Манакінові (Pipridae)
- Манакін-червононіг перуанський, Chiroxiphia boliviana
- Манакін-червононіг синій, Chiroxiphia caudata
- Манакін-короткокрил білочеревий, Manacus manacus
- Манакін смугохвостий, Pipra fasciicauda

Родина Котингові (Cotingidae)
- Рара червоновола, Phytotoma rutila
- Рара рудохвоста, Phytotoma rara
- Котинга вилохвоста, Phibalura flavirostris
- Плодоїд рубінововолий, Pyroderus scutatus
- Арапонга голошия, Procnias nudicollis

Родина Бекардові (Tityridae)
- Бекарда чорноголова, Tityra inquisitor
- Бекарда велика, Tityra cayana
- Бекарда маскова, Tityra semifasciata
- Манакін-свистун зелений, Schiffornis virescens
- Бекард білоголовий, Xenopsaris albinucha
- Бекард зелений, Pachyramphus viridis
- Бекард каштановий, Pachyramphus castaneus
- Бекард рябокрилий, Pachyramphus polychopterus
- Бекард чубатий, Pachyramphus validus
- Пікоагудо, Oxyruncus cristatus

Родина Тиранові (Tyrannidae)
- Ірличок оливковий, Piprites chloris
- Ірличок пломенистий, Piprites pileata
- Лопатодзьоб білогорлий, Platyrinchus mystaceus
- Лопатодзьоб рудокрилий, Platyrinchus leucoryphus (H)
- Тиран-щебетун південний, Corythopis delalandi
- Ореджеріто білобровий, Pogonotriccus eximius
- Тиранчик оливкововолий, Phylloscartes ventralis
- Тиранчик малий, Phylloscartes paulista
- Тиранчик світлоокий, Phylloscartes sylviolus
- Тиранчик-мухолюб сіроголовий, Mionectes rufiventris
- Тиран-інка буроголовий, Leptopogon amaurocephalus
- Мухоїд світлогорлий, Tolmomyias sulphurescens
- Аруна східна, Myiornis auricularis
- Тітіріджі сіроволий, Hemitriccus diops
- Тітіріджі бамбуковий, Hemitriccus obsoletus
- Тітіріджі білочеревий, Hemitriccus margaritaceiventer
- Мухолов рудогорлий, Poecilotriccus plumbeiceps
- Мухолов-клинодзьоб сірий, Todirostrum cinereum
- Hirundinea ferruginea(інші мови)
- Біро коричневий, Pyrrhomyias cinnamomeus
- Каландрита велика, Stigmatura budytoides
- Інезія сіроголова, Inezia inornata
- Тиранчик-рудь білочеревий, Euscarthmus meloryphus
- Тиранчик-тонкодзьоб південний, Camptostoma obsoletum
- Еленія жовточерева, Elaenia flavogaster
- Еленія сіровола, Elaenia spectabilis
- Еленія чилійська, Elaenia chilensis
- Еленія короткодзьоба, Elaenia parvirostris
- Еленія оливкова, Elaenia mesoleuca
- Еленія сіра, Elaenia strepera
- Еленія мала, Elaenia chiriquensis
- Еленія темна, Elaenia obscura
- Еленія паранайська, Elaenia sordida
- Тиранець сірий, Myiopagis caniceps
- Тиранець зелений, Myiopagis viridicata
- Suiriri suiriri(інші мови)
- Тиранчик жовтий, Capsiempis flaveola
- Тиран-крихітка сірощокий, Phyllomyias burmeisteri
- Тиран-крихітка парагвайський, Phyllomyias virescens
- Тиран-крихітка болівійський, Phyllomyias sclateri
- Тиран-крихітка світлогорлий, Phyllomyias fasciatus
- Тиран-крихітка золотогузий, Phyllomyias uropygialis (H)
- Тиранчик бурий, Phaeomyias murina
- Тиранчик-довгохвіст болівійський, Mecocerculus hellmayri
- Тиранчик-довгохвіст білогорлий, Mecocerculus leucophrys
- Торилон жовтодзьобий, Anairetes flavirostris
- Торилон жовтоокий, Anairetes parulus
- Тачурі-сірочуб темногорлий, Polystictus pectoralis
- Тиранчик гострохвостий, Culicivora caudacuta
- Дорадито чубатий, Pseudocolopteryx sclateri
- Дорадито андійський, Pseudocolopteryx acutipennis
- Дорадито аргентинський, Pseudocolopteryx dinelliana
- Дорадито очеретяний, Pseudocolopteryx flaviventris
- Дорадито цитриновий, Pseudocolopteryx citreola
- Тираник темний, Serpophaga nigricans
- Тираник сіроголовий, Serpophaga subcristata
- Тираник білочеревий, Serpophaga munda
- Тираник аргентинський, Serpophaga griseicapilla
- Атіла південний, Attila phoenicurus
- Тиран-розбійник, Legatus leucophaius
- Тиран-плоскодзьоб малий, Ramphotrigon megacephalum
- Pitangus sulphuratus(інші мови)
- Пітанга мала, Philohydor lictor (V)
- Пікабуї, Machetornis rixosa
- Пітанга-великодзьоб, Megarynchus pitangua
- Тиран смугастоволий, Myiodynastes chrysocephalus
- Тиран смугастий, Myiodynastes maculatus
- Бієнтевіо червоноголовий, Myiozetetes similis
- Конопа оливкова, Conopias trivirgatus
- Empidonomus varius(інші мови)
- Туквіто чорноголовий, Griseotyrannus aurantioatrocristatus
- Тиран тропічний, Tyrannus melancholicus
- Тиран вилохвостий, Tyrannus savana
- Тиран королівський, Tyrannus tyrannus
- Іржавець західний, Casiornis rufus
- Тиран-свистун чорноголовий, Sirystes sibilator
- Копетон темноголовий, Myiarchus tuberculifer
- Копетон неотропічний, Myiarchus swainsoni
- Копетон чорнодзьобий, Myiarchus ferox
- Копетон блідий, Myiarchus tyrannulus
- Colonia colonus(інші мови)
- Курета іржаста, Myiophobus fasciatus
- Пітайо патагонський, Colorhamphus parvirostris
- Пітайо скельний, Ochthoeca oenanthoides
- Пітайо білобровий, Ochthoeca leucophrys
- Тиранчик-короткодзьоб південний, Sublegatus modestus
- Pyrocephalus rubinus(інші мови)
- Віюдита чорноспинна, Fluvicola albiventer
- Віюдита біла, Fluvicola nengeta
- Віюдита білоголова, Arundinicola leucocephala
- Ятапа-стернохвіст, Gubernetes yetapa
- Alectrurus tricolor(інші мови) (Extirpated)
- Alectrurus risora(інші мови)
- Негрито патагонський, Lessonia rufa
- Негрито андійський, Lessonia oreas
- Смолик, Hymenops perspicillatus
- Ада сірий, Knipolegus cabanisi
- Ада сизодзьобий, Knipolegus cyanirostris
- Ада бурий, Knipolegus striaticeps
- Ада білокрилий, Knipolegus aterrimus
- Ада аргентинський, Knipolegus hudsoni
- Сатрапа, Satrapa icterophrys
- Дормілон плямистодзьобий, Muscisaxicola maculirostris
- Дормілон рудоголовий, Muscisaxicola juninensis
- Дормілон сірий, Muscisaxicola cinereus
- Дормілон жовтоголовий, Muscisaxicola flavinucha
- Дормілон блідий, Muscisaxicola rufivertex
- Дормілон масковий, Muscisaxicola maclovianus
- Дормілон білобровий, Muscisaxicola albilora
- Дормілон рудочеревий, Muscisaxicola capistratus
- Дормілон чорнолобий, Muscisaxicola frontalis
- Монжита високогірна, Cnemarchus rufipennis
- Монжита червоноока, Xolmis pyrope
- Монжита чорновуса, Nengetus cinereus
- Xolmis velatus(інші мови) (V)
- Монжита біла, Xolmis irupero
- Xolmis dominicanus(інші мови)
- Гохо гірський, Agriornis montanus
- Гохо білохвостий, Agriornis albicauda
- Гохо великий, Agriornis lividus
- Гохо світлочеревий, Agriornis micropterus
- Гохо малий, Agriornis murinus
- Монжита чорноголова, Neoxolmis coronatus
- Монжита іржастаNeoxolmis rubetra (E)
- Монжита мала, Neoxolmis salinarum (E)
- Пепоаза, Neoxolmis rufiventris
- Кіптявник смугастогорлий, Myiotheretes striaticollis
- Москверо бурий, Cnemotriccus fuscatus
- Москверо бронзовий, Lathrotriccus euleri
- Sayornis nigricans(інші мови)
- Піві-малюк вільховий, Empidonax alnorum
- Піві північний, Contopus cooperi (V)
- Піві сивий, Contopus fumigatus
- Піві лісовий, Contopus virens (V)
- Піві сірий, Contopus cinereus
- Тиран-ножицехвіст, Muscipipra vetula
- Тачурі, Tachuris rubrigastra

Родина Віреонові (Vireonidae)
- Віреон рудобровий, Cyclarhis gujanensis
- Віреончик рудоголовий, Hylophilus poicilotis
- Віреон червоноокий, Vireo olivaceus
- Віреон білобровий, Vireo chivi

Родина Воронові (Corvidae)
- Пая пурпурова, Cyanocorax cyanomelas
- Пая лазурова, Cyanocorax caeruleus
- Пая круглочуба, Cyanocorax chrysops

Родина Ластівкові (Hirundinidae)
- Ластовиця патагонська, Pygochelidon cyanoleuca
- Ластівка чорношия, Pygochelidon melanoleuca
- Ластівка рудоголова, Alopochelidon fucata
- Ясківка андійська, Orochelidon andecola
- Ластівка пампасова, Stelgidopteryx ruficollis
- Щурик бурий, Progne tapera
- Щурик пурпуровий, Progne subis (V)
- Щурик сірогорлий, Progne chalybea
- Щурик південний, Progne elegans
- Білозорка білокрила, Tachycineta albiventer
- Білозорка лазурова, Tachycineta leucorrhoa
- Білозорка чилійська, Tachycineta leucopyga
- Ластівка берегова, Riparia riparia
- Ластівка сільська, Hirundo rustica
- Ясківка білолоба, Petrochelidon pyrrhonota

Родина Воловоочкові (Troglodytidae)
- Волоочко співоче, Troglodytes aedon
- Волоочко гірське, Troglodytes solstitialis
- Овад річковий, Cistothorus platensis
- Різжак дроздовий, Campylorhynchus turdinus

Родина Комароловкові (Polioptilidae)
- Комароловка кремововола, Polioptila lactea
- Комароловка маскова, Polioptila dumicola

Родина Мімикові (Donacobiidae)
- Мімик, Donacobius atricapilla

Родина Пронуркові (Cinclidae)
- Пронурок рудогорлий, Cinclus schulzii

Родина Дроздові (Turdidae)
- Дрізд-короткодзьоб бурий, Catharus fuscescens (H)
- Дрізд-короткодзьоб Свенсона, Catharus ustulatus
- Дрізд-короткодзьоб андійський, Catharus maculatus
- Дрізд південний, Turdus falcklandii
- Дроздик жовтоногий, Turdus flavipes
- Дрізд світлогрудий, Turdus leucomelas
- Дрізд рудий, Turdus fumigatus
- Дрізд рудочеревий, Turdus rufiventris
- Дрізд кремововолий, Turdus amaurochalinus
- Дрізд аргентинський, Turdus nigriceps
- Дрізд бразильський, Turdus subalaris
- Хігуанко, Turdus chiguanco
- Дрізд андійський, Turdus serranus
- Дрізд білосмугий, Turdus albicollis

Родина Пересмішникові (Mimidae)
- Пересмішник чилійський, Mimus thenca
- Пересмішник патагонський, Mimus patagonicus
- Пересмішник білобровий, Mimus saturninus
- Пересмішник білокрилий, Mimus triurus
- Пересмішник рудий, Mimus dorsalis

Родина Шпакові (Sturnidae)
- Майна чубата, Acridotheres cristatellus (I)
- Шпак звичайний, Sturnus vulgaris (I)

Родина Горобцеві (Passeridae)
- Горобець хатній, Passer domesticus (I)

Родина Плискові (Motacillidae)
- Щеврик пампасовий, Anthus chii
- Щеврик короткодзьобий, Anthus furcatus
- Щеврик пунанський, Anthus brevirostris
- Щеврик парагвайський, Anthus chacoensis
- Щеврик патагонський, Anthus correndera
- Щеврик вохристий, Anthus nattereri
- Щеврик бурохвостий, Anthus hellmayri
- Щеврик андійський, Anthus bogotensis

Родина В'юркові (Fringillidae)
- Зеленяк, Chloris chloris (I)
- Щиглик, Carduelis carduelis (I)
- Чиж товстодзьобий, Spinus crassirostris
- Spinus magellanicus(інші мови)
- Чиж чорний, Spinus atratus
- Чиж жовтогузий, Spinus uropygialis
- Чиж бородатий, Spinus barbatus
- Гутурама темнощока, Chlorophonia cyanocephala
- Органіст синьошиїй, Chlorophonia cyanea
- Гутурама пурпуровоголова, Euphonia chlorotica
- Гутурама парагвайська, Euphonia chalybea
- Гутурама фіолетова , Euphonia violacea
- Гутурама іржасточерева, Euphonia pectoralis

Родина Passerellidae
- Зеленник мінливобарвний, Chlorospingus flavopectus
- Rhynchospiza dabennei
- Чінголо строкатоголовий, Rhynchospiza strigiceps
- Багновець південний, Ammodramus humeralis
- Багновець жовтощокий, Ammodramus aurifrons (H)
- Заросляк строкатоголовий, Arremon torquatus
- Тихоголос жовтодзьобий, Arremon flavirostris
- Бруант рудошиїй, Zonotrichia capensis
- Заросляк болівійський, Atlapetes fulviceps
- Заросляк аргентинський, Atlapetes citrinellus (E)

Родина Трупіалові (Icteridae)
- Гоглу, Dolichonyx oryzivorus
- Шпаркос білобровий, Leistes superciliaris
- Шпаркос пампасовий, Leistes defilippii
- Шпаркос великий, Leistes loyca
- Шапу, Psarocolius decumanus
- Касик чорний, Cacicus solitarius
- Касик золотокрилий, Cacicus chrysopterus
- Касик червоногузий, Cacicus haemorrhous
- Трупіал пломенистий, Icterus croconotus
- Трупіал червоноплечий, Icterus pyrrhopterus
- Вашер короткодзьобий, Molothrus rufoaxillaris
- Вашер великий, Molothrus oryzivorus
- Вашер синій, Molothrus bonariensis
- Трупіал червоноголовий, Amblyramphus holosericeus
- Щетинкопер великий, Curaeus curaeus
- Чопі, Gnorimopsar chopi
- Вашер рудокрилий, Agelaioides badius
- Варілеро однобарвний, Agelasticus cyanopus
- Варілеро золотоплечий, Agelasticus thilius
- Каруг рудоголовий, Chrysomus ruficapillus
- Тордо шафрановий, Xanthopsar flavus
- Мочарець жовтогузий, Pseudoleistes guirahuro
- Мочарець бронзовий, Pseudoleistes virescens

Родина Піснярові (Parulidae)
- Смугастоволець річковий, Parkesia noveboracensis (H)
- Жовтогорлик південний, Geothlypis aequinoctialis
- Пісняр горихвістковий, Setophaga ruticilla (H)
- Пісняр тропічний, Setophaga pitiayumi
- Пісняр-лісовик золотистий, Setophaga petechia (H)
- Пісняр-лісовик білощокий, Setophaga striata (V),
- Коронник жовтий, Myiothlypis flaveola
- Коронник сивоголовий, Myiothlypis leucoblephara
- Коронник світлоногий, Myiothlypis signata
- Коронник річковий, Myiothlypis rivularis
- Коронник цитриновий, Myiothlypis bivittata
- Коронник малий, Basileuterus culicivorus
- Чернітка рудоголова, Myioborus brunniceps

Родина Кардиналові (Cardinalidae)
- Піранга сонцепера, Piranga flava
- Габія кармінова, Habia rubica
- Кардинал-довбоніс золоточеревий, Pheucticus aureoventris
- Семілеро бразильський, Amaurospiza moesta
- Лускар синій, Cyanoloxia glaucocaerulea
- Лускар ультрамариновий (Cyanoloxia brissonii)

Родина Саякові (Thraupidae)
- Танагрець масковий, Nemosia pileata
- Плюшівник золотолобий, Catamblyrhynchus diadema
- Танагрик чорнощокий, Hemithraupis guira
- Тамаруго рудогузий, Conirostrum speciosum
- Танагра велика, Conirostrum binghami (H)
- Посвірж лимонний, Sicalis citrina
- Посвірж жовтий, Sicalis lutea
- Посвірж золотогузий, Sicalis uropigyalis
- Посвірж болівійський, Sicalis luteocephala
- Посвірж великий, Sicalis auriventris
- Посвірж оливковий, Sicalis olivascens
- Посвірж чагарниковий, Sicalis mendozae (E)
- Посвірж патагонський, Sicalis lebruni
- Посвірж золотоголовий, Sicalis flaveola
- Посвірж короткодзьобий, Sicalis luteola
- Вівсянчик чорноголовий, Phrygilus atriceps
- Вівсянчик чилійський, Phrygilus gayi
- Вівсянчик патагонський, Phrygilus patagonicus
- Вівсянчик великий, Rhopospina fruticeti
- Вівсянчик сірий, Geospizopsis unicolor
- Вівсянчик сіроволий, Geospizopsis plebejus
- Вівсянчик смугохвостий, Porphyrospiza alaudina
- Вівсянчик аргентинський, Porphyrospiza carbonaria (E)
- Вівсянчик рудоспинний, Idiopsar dorsalis
- Діука білокрила, Idiopsar speculifer (H)
- Діука короткохвоста, Idiopsar brachyurus
- Магеланник жовтокрилий, Melanodera melanodera
- Магеланник жовтовусий, Melanodera xanthogramma
- Насіннєїд малий, Catamenia analis
- Насіннєїд великий, Catamenia inornata
- Квіткокол сіробокий, Diglossa carbonaria (H)
- Квіткокол рудочеревий, Diglossa sittoides
- Шиферка андійська, Haplospiza rustica (H)
- Шиферка парагвайська, Haplospiza unicolor
- Якарина, Volatinia jacarina
- Танагра-жалібниця червоночуба, Tachyphonus coronatus
- Танагра-жалібниця велика, Tachyphonus rufus
- Танагра амазонійська, Trichothraupis melanops
- Червоночубик вогнистий, Coryphospingus cucullatus
- Тапіранга пурпурова, Ramphocelus carbo (H)
- Тапіранга бразильська, Ramphocelus bresilia (H)
- Чорночубик, Charitospiza eucosma (V)
- Терзина, Tersina viridis
- Цукрист блакитний, Dacnis cayana
- Зерноїд біловусий, Sporophila lineola
- Зерноїд білочеревий, Sporophila leucoptera
- Зерноїд савановий, Sporophila pileata
- Зерноїд іржастий, Sporophila hypoxantha
- Зерноїд чорноволий, Sporophila ruficollis
- Зерноїд болотяний, Sporophila palustris
- Зерноїд болівійський, Sporophila hypochroma
- Зерноїд каштановий, Sporophila cinnamomea
- Рисоїд чорноголовий, Sporophila angolensis
- Зерноїд чорнощокий, Sporophila nigricollis (V)
- Зерноїд мальований, Sporophila caerulescens
- Зерноїд бразильський, Sporophila falcirostris
- Зерноїд великий, Sporophila frontalis (H)
- Зерноїд сивий, Sporophila plumbea (H)
- Зерноїд масковий, Sporophila collaris
- Чако, Saltatricula multicolor
- Зернолуск сірий, Saltator coerulescens
- Зернолуск зеленокрилий, Saltator similis
- Зернолуск товстодзьобий, Saltator maxillosus
- Зернолуск золотодзьобий, Saltator aurantiirostris
- Зернолуск бразильський, Saltator fuliginosus
- Вівсянка чорнощока, Coryphaspiza melanotis
- Пампасник великий, Embernagra platensis
- Трав'янець гострохвостий, Emberizoides herbicola
- Трав'янець малий, Emberizoides ypiranganus
- Свертушка болівійська, Poospiza boliviana
- Свертушка білокрила, Poospiza ornata (E)
- Свертушка магонієва, Poospiza whitii
- Свертушка біловуса, Poospiza nigrorufa
- Свертушка аргентинська, Poospiza baeri (E)
- Свертушка рудобока, Poospizopsis hypocondria
- Каптурник золотоголовий, Thlypopsis sordida
- Танагра вишневоголова, Thlypopsis pyrrhocoma
- Каптурник жовтоволий, Thlypopsis ruficeps
- Свертушка рудоброва, Microspingus erythrophrys
- Свертушка сіровола, Microspingus cabanisi
- Свертушка чорновола, Microspingus torquatus
- Свертушка чорноголова, Microspingus melanoleucus
- Вівсянка довгохвоста, Donacospiza albifrons
- Цереба, Coereba flaveola
- Потрост бурий, Asemospiza obscura
- Потрост чорний, Asemospiza fuliginosa
- Шиферець масковий, Lophospingus pusillus
- Шиферець болівійський, Lophospingus griseocristatus
- Діука південна, Diuca diuca
- Вівсянка жовта, Gubernatrix cristata
- Paroaria coronata(інші мови)
- Paroaria capitata(інші мови)
- Танагра діадемова, Stephanophorus diadematus
- Тангар рудощокий, Schistochlamys ruficapillus (H)
- Блакитар вохристочеревий, Pipraeidea melanonota
- Ravenia bonariensis
- Зернолуск болівійський, Pseudosaltator rufiventris
- Stilpnia peruviana (H)
- Танагра парагвайська, Stilpnia preciosa
- Танагра вохриста, Stilpnia cayana
- Танагра малахітова, Tangara seledon
- Танагра червоношия, Tangara cyanocephala (H)
- Саяка синя, Thraupis sayaca
- Саяка пальмова, Thraupis palmarum